# Australian Marine Conservation Society
L'Australian Marine Conservation Society est une association environnementale à but non lucratif créée en 1965 à Brisbane et Australie pour protéger les côtes et océans australiens. Elle est basée en Australie. Avant, elle s'appelait Littoral Society. Elle est composée de scientifiques, d'éducateurs, et de partisans de la protection de l'environnement. 

## Source de la traduction
- (en) Cet article est partiellement ou en totalité issu de l’article de Wikipédia en anglais intitulé « Australian Marine Conservation Society » (voir la liste des auteurs).